# إيفان بلاجيفيتش
إيفان بلاجيفيتش هو لاعب كرة قدم كرواتي في مركز الوسط، ولد في 25 يوليو 1992 في زغرب في كرواتيا. شارك مع منتخب كرواتيا تحت 19 سنة لكرة القدم ومنتخب كرواتيا تحت 20 سنة لكرة القدم. أما مع النوادي، فقد لعب مع إنتر زابرشيتش.

## وصلات خارجية
- إيفان بلاجيفيتش على موقع اتحاد كرواتيا (الكرواتية)
- إيفان بلاجيفيتش على موقع قاعدة بيانات كرة القدم.إي يو (الإنجليزية)
- إيفان بلاجيفيتش على موقع Soccerway.com (الإنجليزية)
- إيفان بلاجيفيتش على موقع عالم كرة القدم.نت (الإنجليزية)